# Schirrhoffen

Schirrhoffen este o comună în departamentul Bas-Rhin, Franța. În 1 ianuarie 2022 avea o populație de 800 de locuitori.